# Нестеров, Павел Александрович
Павел Александрович Нестеров (8 апреля 1962, Красногорск, Московская область, СССР — 28 июля 2005, Красногорск, Россия) — советский и российский футболист, полузащитник и защитник; тренер.

## Карьера
Воспитанник СДЮШОР ЦСКА, тренер В. Ю. Четвериков. С 1978 года — в составе дубля. В главной команде дебютировал 10 октября 1979 в домашнем матче с московским «Спартаком» (2:5) — вышел на замену на 63 минуте. В 1979—1980 годах провёл в чемпионате 9 игр. С 1981 года по август 1982 был в составе «Искры» Смоленск из первой лиги — 61 игра, два гола в первенстве. Вернулся в ЦСКА и в 1982—1984 годах в чемпионате сыграл 55 игр, забил 4 мяча. 1985 год провёл в соревнованиях КФК за «Москвич». в 1986—1988 годах играл во второй лиге за красногорский «Зоркий» — 4 гола в 68 играх. В 1989 году был приглашён Юрием Сёминым в московский «Локомотив», после вылета клуба в первую лигу отказался от перехода в «Спартак». Позже сорвался вариант с переходом в немецкий клуб. После перенесённых операций на менисках в 1992 году перестал попадать в основной состав, провёл 12 игр за дубль во второй лиге. В 1993 году провёл четыре игры в первой лиге за нижнекамский «Нефтехимик» и завершил карьеру из-за травм.
В июле 2005 года получил ранение в живот в красногорском парке. Потерял много крови, лежал две недели в коме в институте Склифосовского. Заболел воспалением лёгких и скончался 28 июля. Похоронен в Пушкино.